# Museum Morfologie
Het Museum Morfologie (MuMo) is een museum van de Universiteit Gent in Merelbeke. Het kent een ruime collectie morfologische museumpreparaten. Deze preparaten bestaan uit skeletten, afgietsels en plastinaten van huisdieren en een aantal exotische diersoorten. Vele objecten uit deze verzameling worden gebruikt voor de studies morfologie door studenten diergeneeskunde aan de Universiteit Gent.

## Achtergrond
Het museum is toegankelijk voor studenten, onderzoekers, scholen, individuele museumbezoekers, verenigingen en kunstenaars. Het wordt gebruikt voor onderwijs, onderzoek en facultaire dienstverlening (studeerruimte, workshops e.a.).
De verzameling kwam sinds de jaren veertig van de 20e eeuw tot stand. Sinds 2013 maakt het Museum Morfologie deel uit van de Gentse Universitaire Musea (GUM), een samenwerkingsverband tussen de verschillende musea van de universiteit.

## Collectie
Skeletten
De collectie bestaat uit een groot aantal skeletten. Centraal in het museum staat sinds 2005 een skelet tentoon van de Aziatische olifant Chitta. Andere exotische dierenskeletten die worden tentoongesteld zijn een giraffe, flamingo, okapi en talrijke vogelskeletten. Daarnaast is er een verzameling experimenteel behandelde walvisbeenderen. Een ander bijzonder stuk is een gemonteerd geraamte van een ruiter op zijn paard door Jan Cools. Ook is er het skelet van een zittende beer waarop de restanten van een schotwonde nog zichtbaar zijn.
Didactisch materiaal
Een groot deel van de verzameling bestaat uit didactisch materiaal. Gipspreparaten van paardengebitten worden hier gebruikt  om aan leeftijdschatting te doen. Er is toegang tot een anatomisch amfitheater waar demonstraties van prosecties van huisdieren gebeuren en een dissectiezaal waar studenten diergeneeskunde snijpractica volgen.
Er staan in het museum verschillende kijkkasten met preparaten van huisdieren en katachtigen. Preparaten van dieren met misvormingen tonen de ontstaanswijze van aangeboren afwijkingen aan. De meerderheid van deze preparaten zijn plastinaten.
Schilderijen
Er zijn ook schilderijen aanwezig in het museum. De diepe spierenlaag van het paard (1934), De middelste spierenlaag van het paard (1940) en een didactische plaat van de voet en de hoef van het paard is geschilderd door architect en kunstenaar Karel De Bondt. De Skeletstudie van ganzen (1976) en de Anatomische studie van het rund (1976) zijn schilderijen gemaakt door Gerda Fassin.

## Conserveringstechnieken
Er zijn twee technieken die worden toegepast voor het behoud van de preparaten. De afgietseltechniek en de plastinatietechniek.
Afgietseltechniek
Bij de afgietseltechniek  komen driedimensionale replica's van lichaamsholten en holle organen tot stand. Nadien wordt er vloeibare kunsthars ingespoten. Bij het uitharden van de hars worden weefsels opgelost met een corrosieve stof.
Plastinatietechniek
De plastinatietechniek is een conservatietechniek ontwikkeld door Gunther von Hagens in de jaren zeventig van de 20e eeuw. Bij deze techniek wordt het water aanwezig in weefsels vervangen door siliconen.

## Fotogalerij

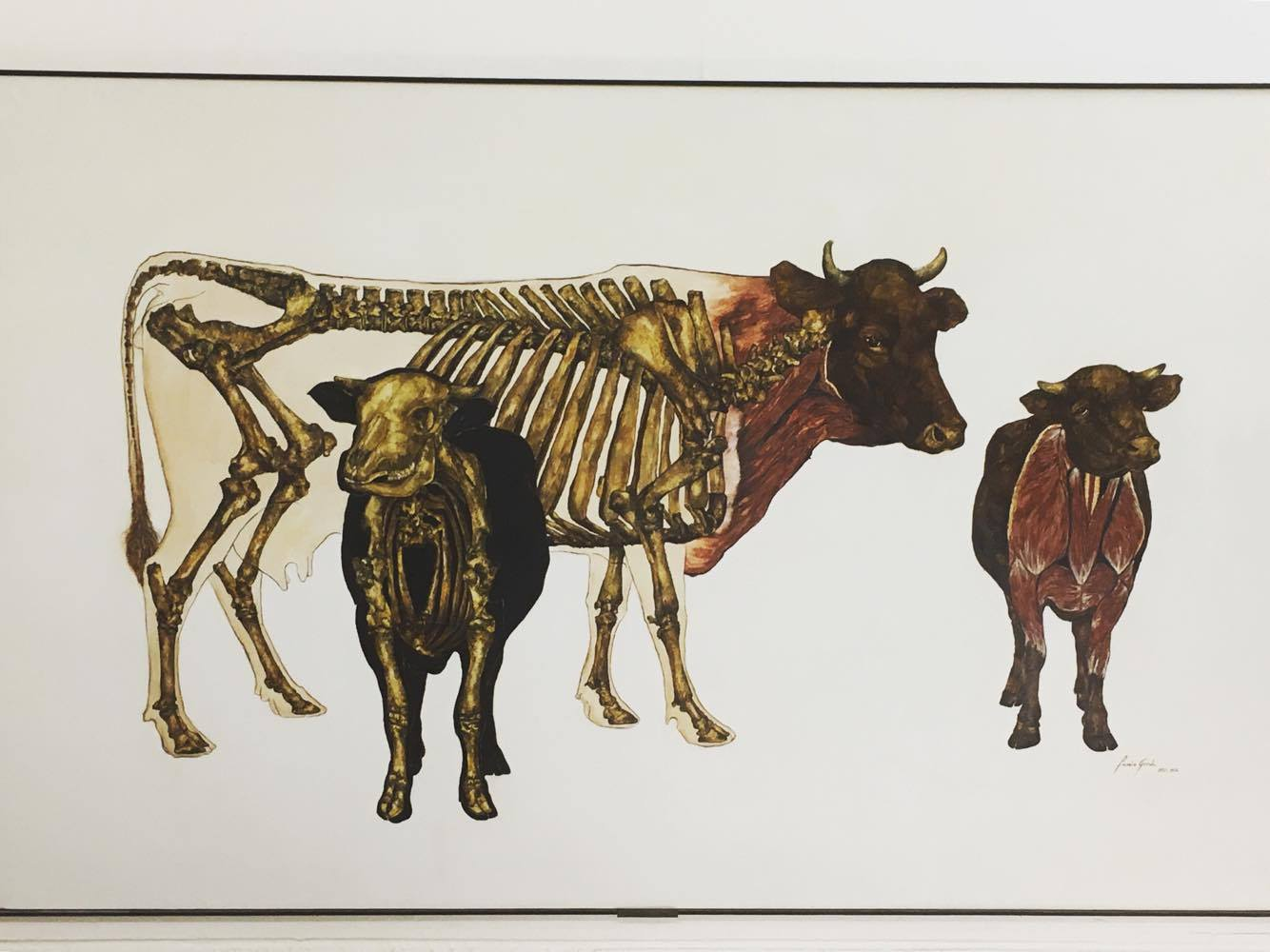
Schilderij door Gerda Fassin gemaakt in 1976.
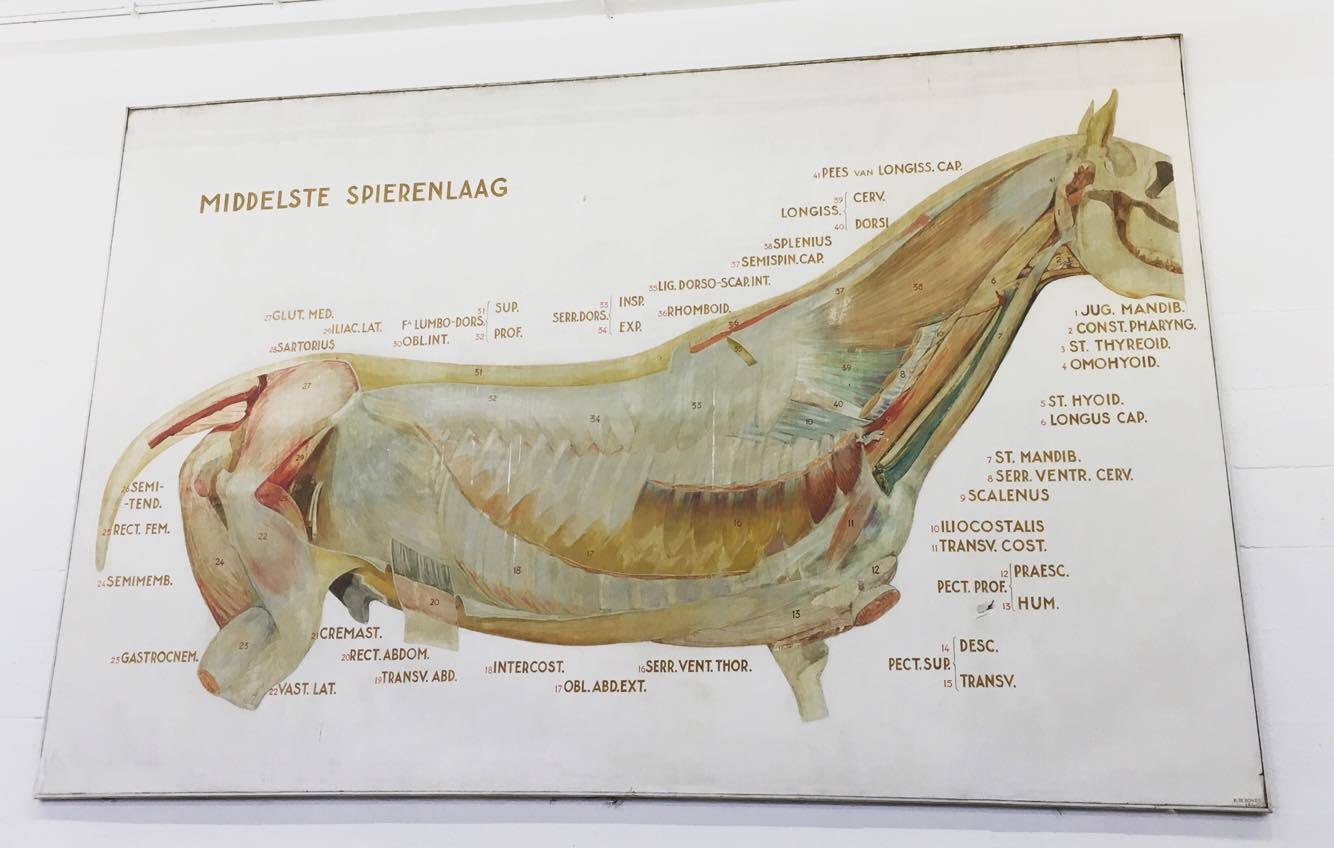
Schilderij door Karel de Bondt gemaakt in 1940.
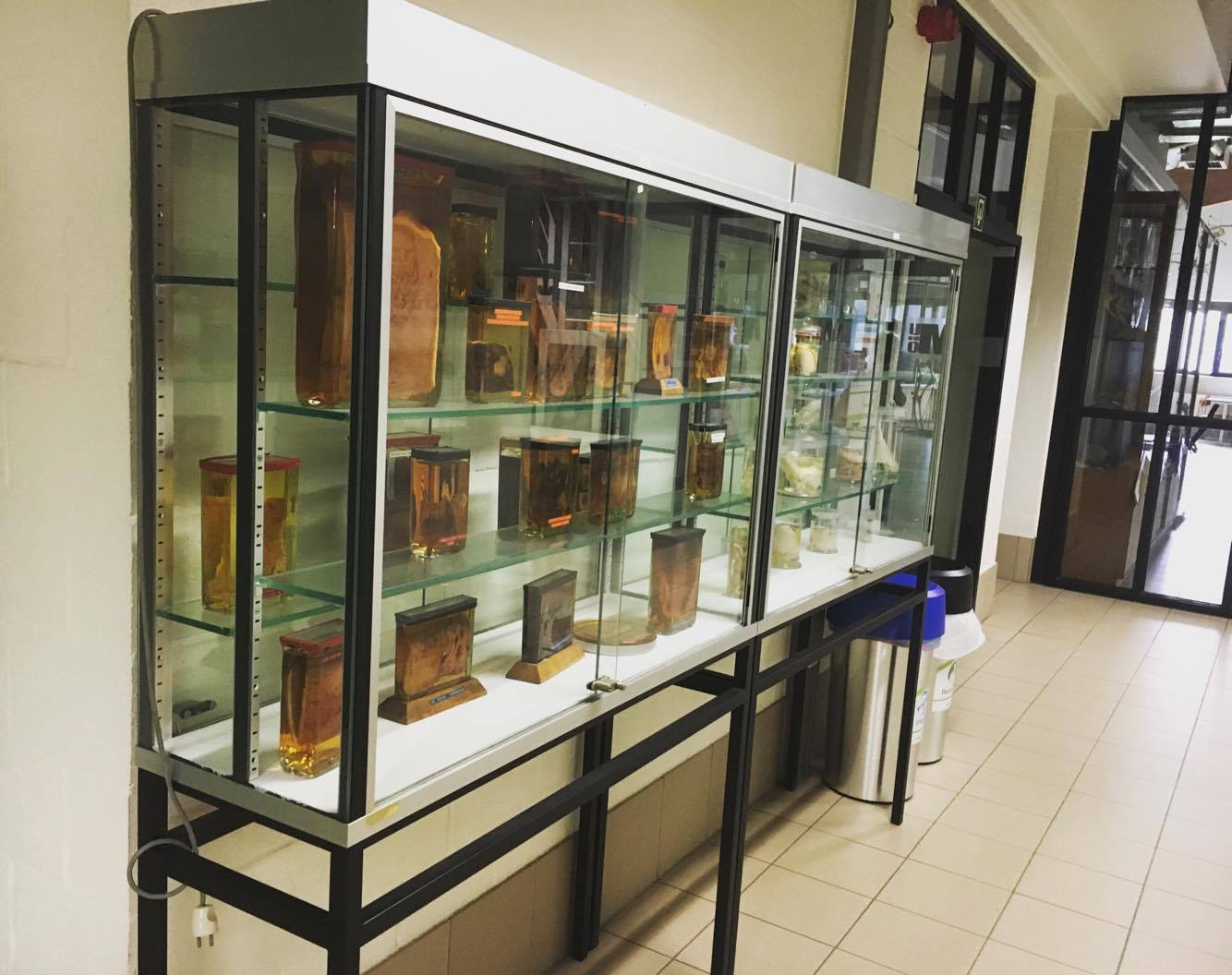
Kijkkast in het Museum Morfologie.
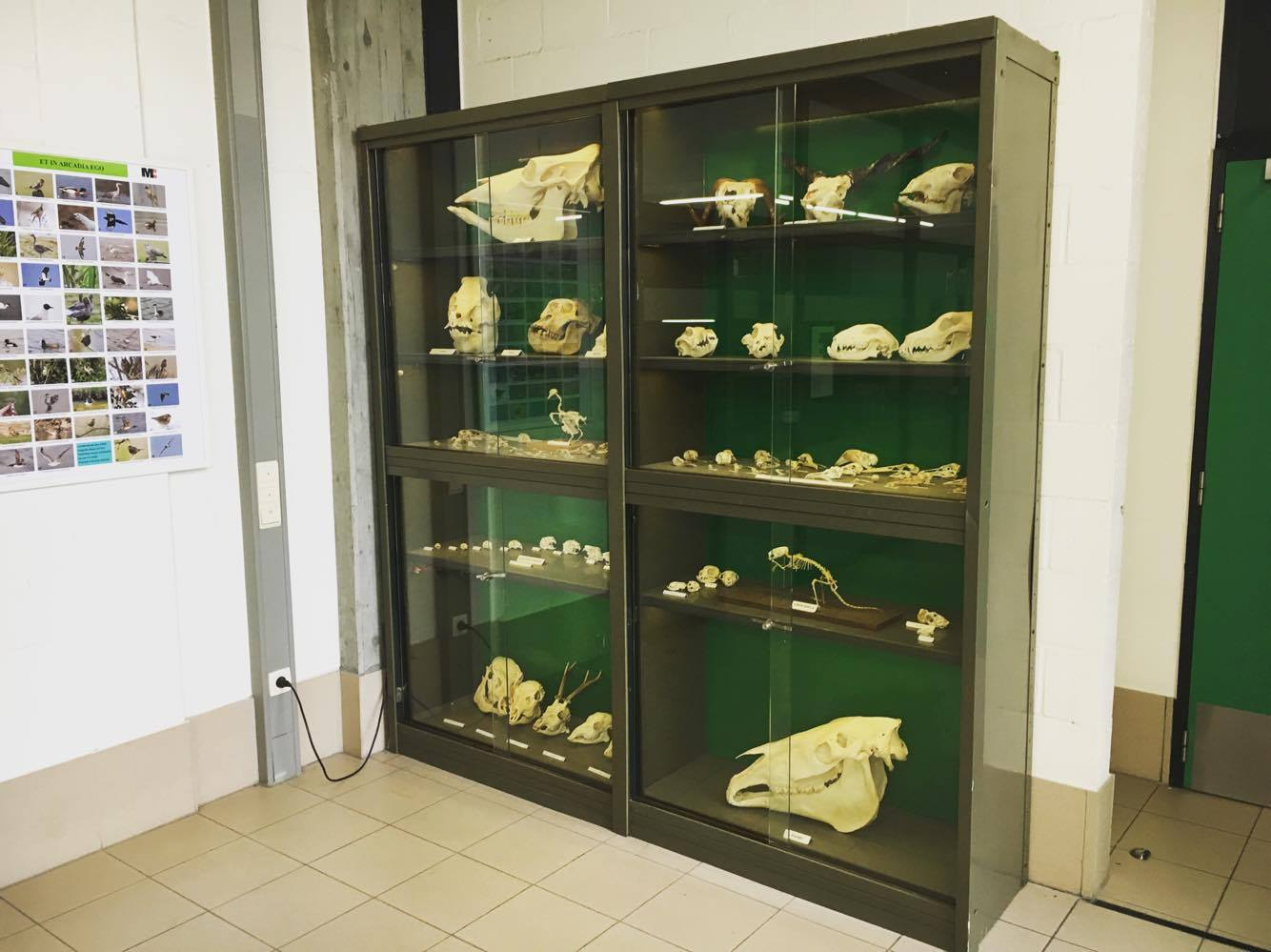
Kijkkast in het Museum Morfologie.
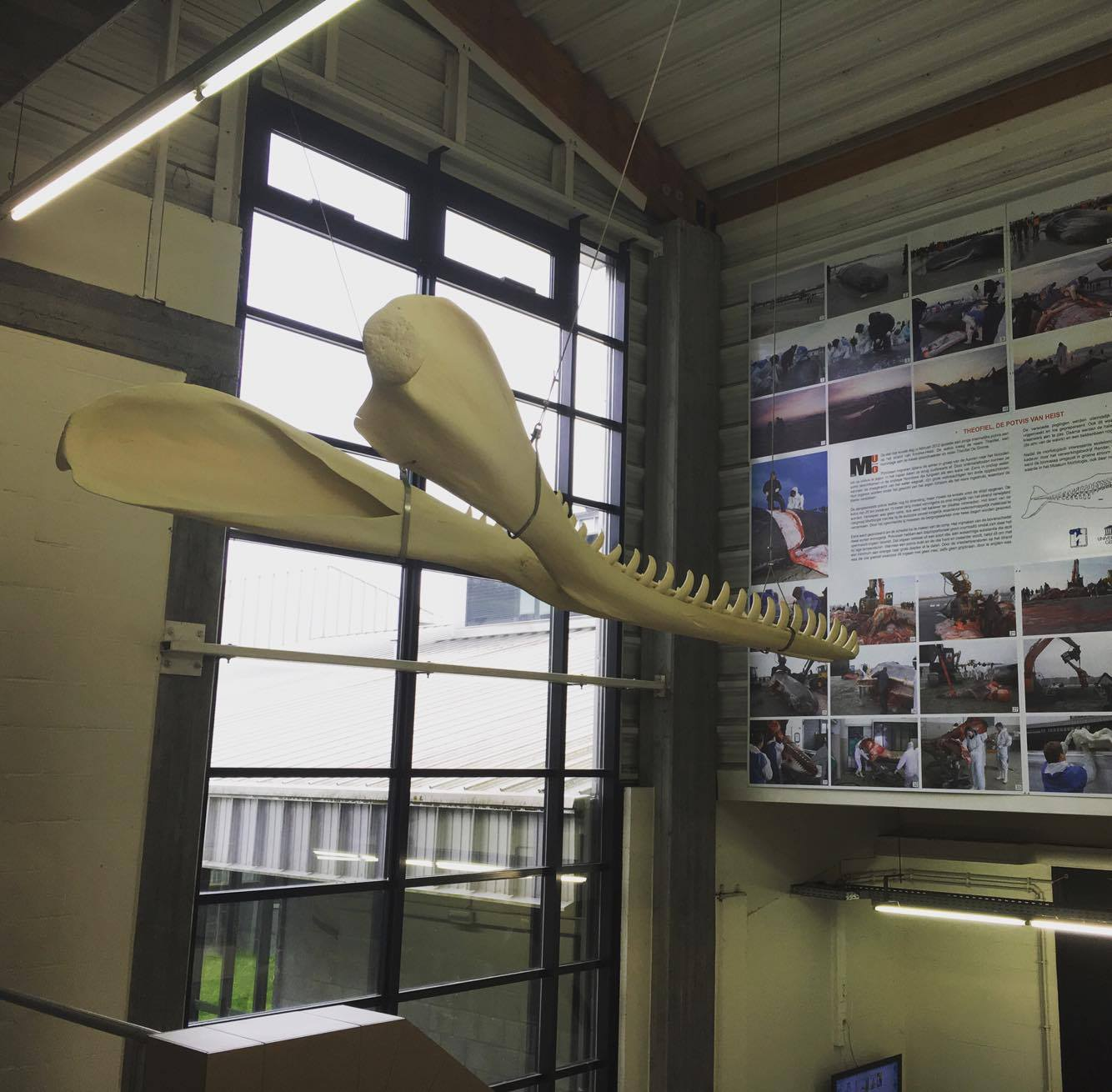
Gebit van een mannelijke potvis, aangespoeld in februari 2012 te Knokke-Heist.
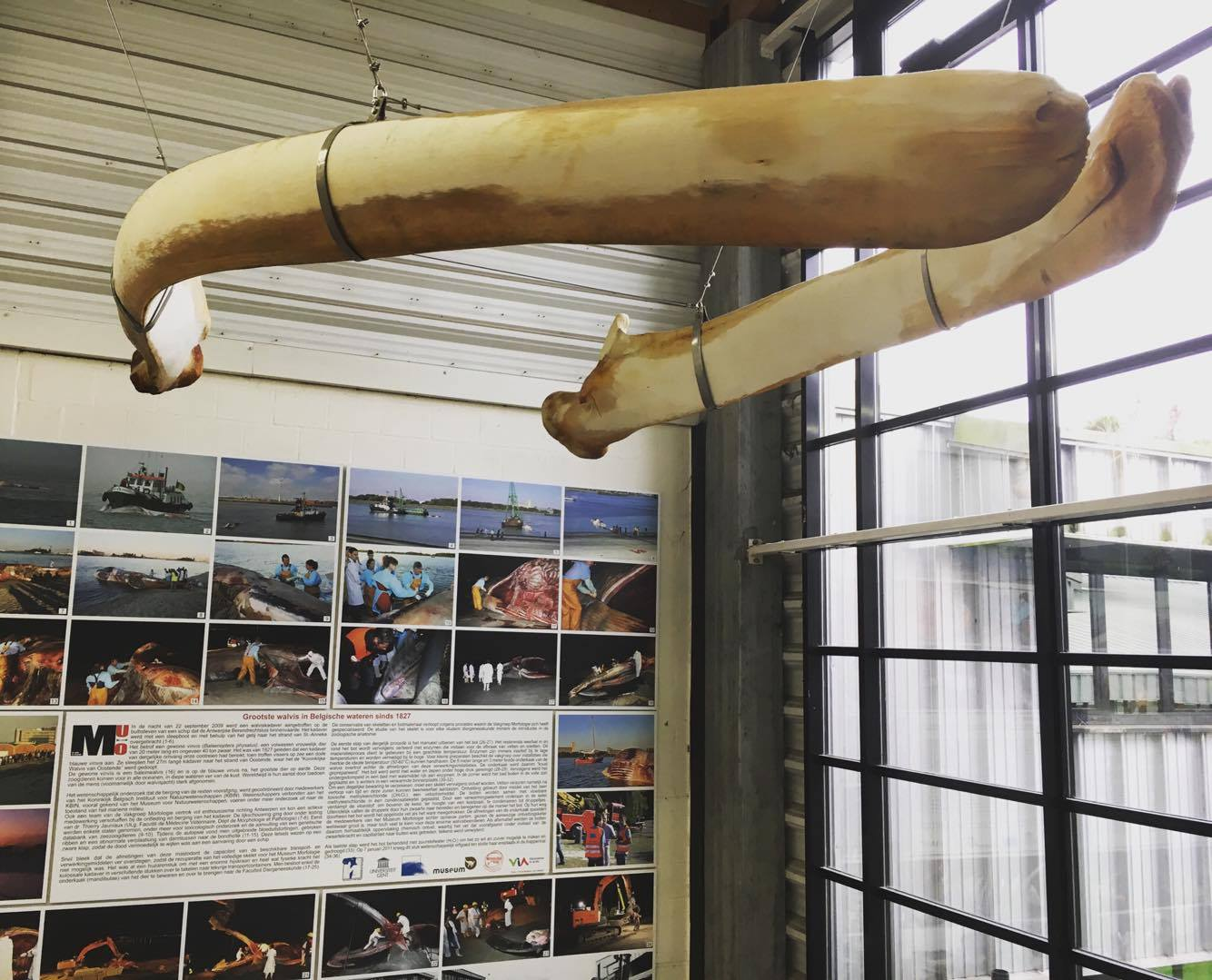
Bot van een walvis aangetroffen door een schip in Antwerpen op 22 september 2009.
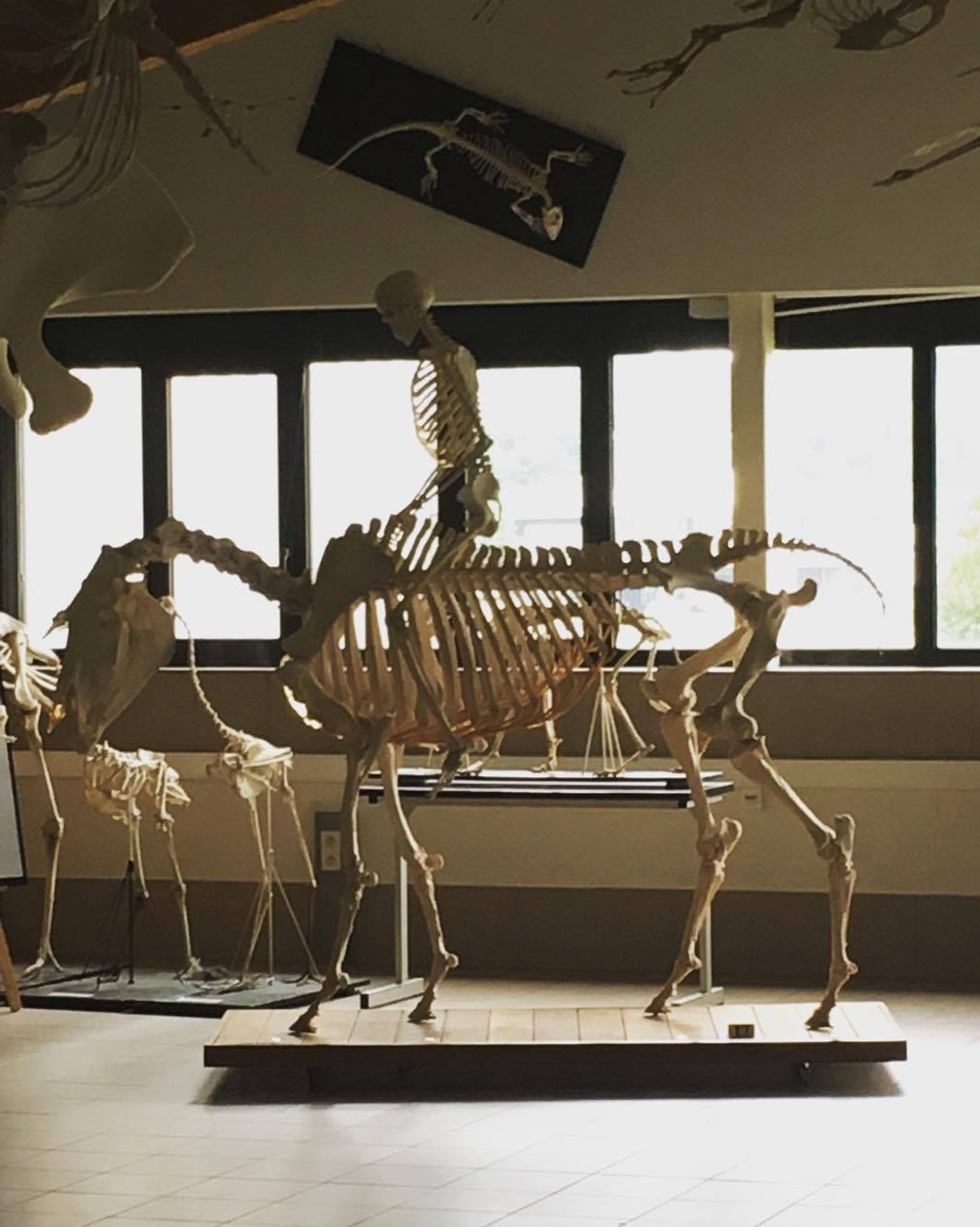
Skelet van een ruiter gemonteerd op het skelet van een paard door Jan Cools in 1994.